# Przestrzeń Hilberta z jądrem reprodukującym
W analizie funkcjonalnej (gałąź matematyki) przestrzeń Hilberta z jądrem reprodukującym (ang. Reproducing Kernel Hilbert Space, RKHS) jest przestrzenią Hilberta {\displaystyle {\mathcal {H}}} z iloczynem skalarnym {\displaystyle \langle -,\cdot \rangle } funkcji określonych na zbiorze U o wartościach w ciele {\displaystyle F} liczb rzeczywistych lub zespolonych, w której wszystkie funkcjonały ewaluacji, tzn. funkcjonały
{\displaystyle E_{x}\colon U\ni x\mapsto f(x)\in F}
są ciągłe, tzn. dla każdego {\displaystyle x\in U} istnieje taka stała {\displaystyle C_{x},} że
{\displaystyle |f(x)|\leqslant C_{x}||f||=C_{x}{\sqrt {\langle {\overline {f}},f\rangle }},}
gdzie stała {\displaystyle C_{x}} nie zależy of wyboru funkcji {\displaystyle f.}
Z grubsza oznacza to, że jeśli dwie funkcje {\displaystyle f} oraz {\displaystyle g} w przestrzeni Hilberta „leżą blisko siebie” w normie, tzn. {\displaystyle \|f-g\|} jest małe, to {\displaystyle f} oraz {\displaystyle g} są również „punktowo bliskie”, tj. {\displaystyle |f(x)-g(x)|} jest małe. Odwrotność nie musi być prawdziwa.
Jeśli funkcjonały ewaluacji są ciągłe, to na mocy Twierdzenia Riesza dla każdego {\displaystyle E_{x}} istnieje takie {\displaystyle {\overline {e_{x}}}\in {\mathcal {H}},} że
{\displaystyle \langle {\overline {e_{x}}}|f\rangle =f(x)}
dla każdej funkcji {\displaystyle f\in {\mathcal {H}}.}
Funkcję {\displaystyle K\colon U\times U\to F} określoną w następujący sposób:
{\displaystyle K(x,y):=e_{x}(y)}
nazywamy jądrem reprodukującym przestrzeni {\displaystyle {\mathcal {H}}.} Funkcja ta posiada własność reprodukowania, tzn. zachodzi
{\displaystyle \langle {\overline {K(x,\cdot )}},f(\cdot )\rangle =f(x)}
dla każdych {\displaystyle f\in {\mathcal {H}},x\in U}.
Jeśli przestrzeń Hilberta funkcji posiada jądro reprodukujące, to jest ono wyznaczone jednoznacznie. Ponadto każda skończeniewymiarowa przestrzeń Hilberta funkcji jest przestrzenią Hilberta z jądrem reprodukującym. Istotnie, każdy operator liniowy z przestrzeni unormowanej skończonego wymiaru w przestrzeń unormowaną skończonego wymiaru jest ciągły, a zatem w szczególności ciągłe są również wszystkie funkcjonały ewaluacji.
Żeby w ogóle pojęcie funkcjonału ewaluacji było dobrze określone, musimy mieć do czynienia z przestrzenią Hilberta funkcji. W szczególności przestrzeń {\displaystyle L^{2}(U)} nie jest przestrzenią funkcji, lecz klas, gdzie dwie funkcje należą do jednej klasy wtedy i tylko wtedy, gdy różnią się na zbiorze miary Lebesgue’a równej zero, z czego wynika w szczególności, że pojęcie wartości dla elementu {\displaystyle f\in L^{2}(U)} w punkcie {\displaystyle x\in U} nie ma sensu.

## Przykłady
Przestrzeń Hilberta {\displaystyle \mathbb {R} ^{n}} lub {\displaystyle \mathbb {C} ^{n}} z naturalnym iloczynem skalarnym
{\displaystyle \langle v|w\rangle =\sum _{i=1}^{n}{\overline {v_{i}}}w_{i}}
dla {\displaystyle v=(v_{1},v_{2},\dots ,v_{n}),w=(w_{1},w_{2},\dots ,w_{n})}
może być traktowana jako przestrzeń Hilberta funkcji określonych na zbiorze {\displaystyle \{1,2,\dots ,n\}} o wartościach w {\displaystyle \mathbb {R} } lub {\displaystyle \mathbb {C} } odpowiednio. Przestrzeń taka wyposażona jest w jądro reprodukujące
{\displaystyle K(x,y)=\delta _{x}(y),}
gdzie:
{\displaystyle \delta _{x}(y)=\left\{{\begin{array}{c}1,&x=y\\0,&x\neq y\end{array}}\right..}
Innym przykładem przestrzeni Hilberta z jądrem reprodukującym jest przestrzeń {\displaystyle L^{2}H(U)} składająca się z funkcji holomorficznych i całkowalnych z kwadratem w sensie miary Lebesgue’a na obszarze {\displaystyle U\subset \mathbb {C} ^{n}.} Jądro reprodukujące takiej przestrzeni nazywa się jądrem Bergmana. Jeśli {\displaystyle U} jest kołem o środku w zerze i promieniu 1 w {\displaystyle \mathbb {C} ,} to jądro Bergmana przestrzeni {\displaystyle L^{2}H(U)} wyraża się wzorem
{\displaystyle K(x,y)={\frac {1}{\pi }}{\frac {1}{(1-x{\overline {y}})^{2}}}}.
Opisano także przykłady przestrzeni Hilberta funkcji, które nie posiadają jądra reprodukującego, tj. takich przestrzeni Hilberta, dla których funkcjonały ewaluacji nie są ciągłe.